# Belecke
Belecke ist seit 1975 ein Ortsteil der Stadt Warstein im Kreis Soest in Nordrhein-Westfalen (Deutschland). Zum 31. Dezember 2024 hatte er 5.324 Einwohner. Der Ort liegt zwischen dem Haarstrang im Norden und dem Sauerland im Süden an der Möhne. Das Zentrum des Orts befindet sich auf einer Höhe von 255 Metern über dem Meeresspiegel.

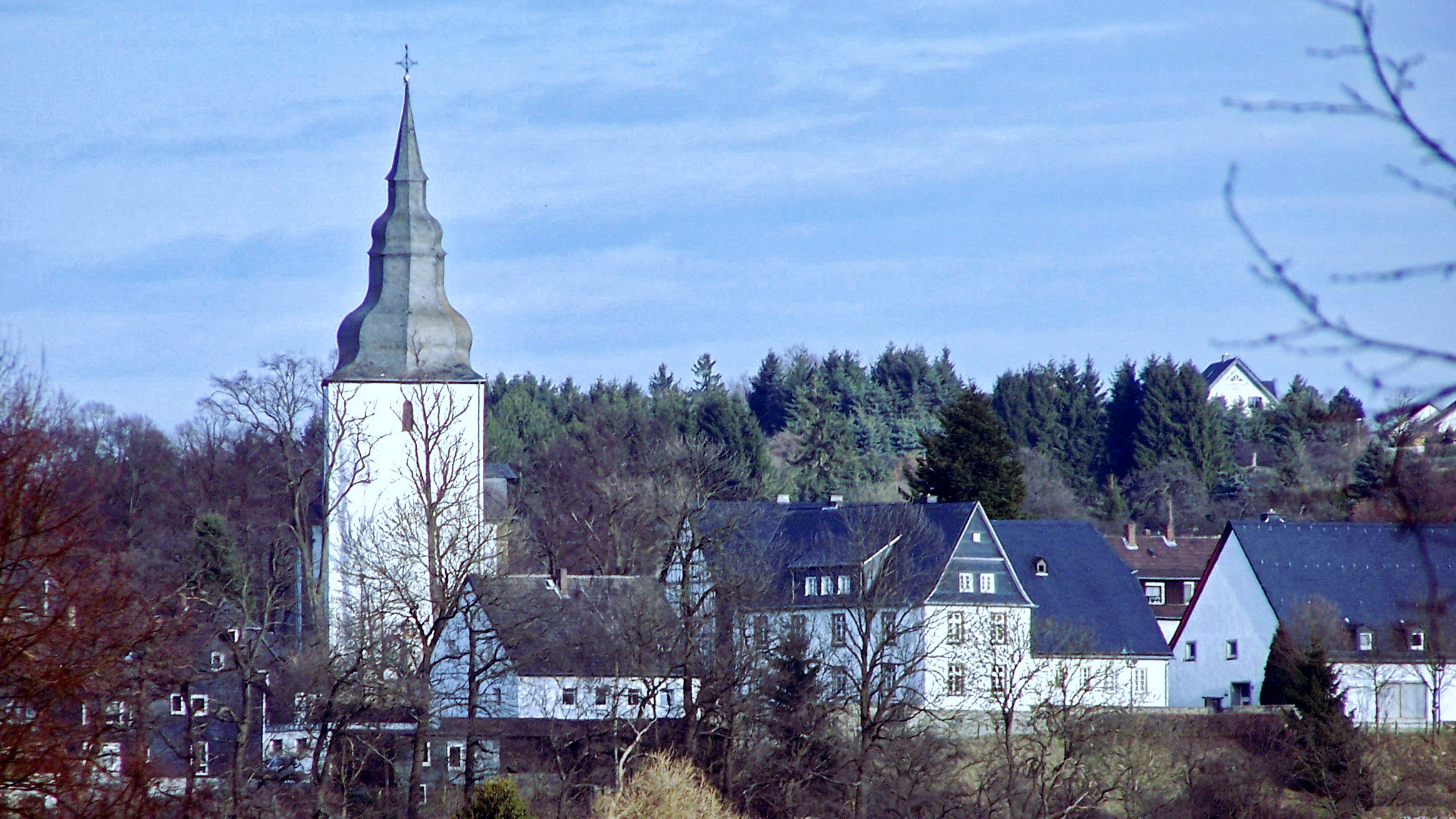
Propsteikirche und Altstadt

## Geografie
Belecke liegt am Naturpark Arnsberger Wald an der Mündung der Wester in die Möhne und am nördlichen Rande des Sauerlandes zum sich nördlich daran anschließenden Haarstrang und der Westfälischen Bucht. Das Stadtgebiet Beleckes gliedert sich in den von Wald bedeckten Süden und den unbewaldeten Norden (Haarstrang). Die Grenze zwischen den beiden Landschaftsformen bildet der Fluss Möhne. Der Haarstrang bildet die Grenze zwischen der im Süden gelegenen naturräumlichen Einheit „335 Nordsauerländer Oberland“ und der nördlich vom Haarstrang gelegenen Einheit „542 Hellwegbörden“.
Höchster Punkt mit 372 m über NN ist der Butterberg 3 km südwestlich des Ortes (51°28′07″ Nord und 8°18′19″ Ost), niedrigster Punkt 246 m im Möhnetal 0,5 km südwestlich von Welschenbeck (51°29′15″ Nord und 8°19′11″ Ost).

### Nachbarorte
Beleckes Nachbarorte, im Uhrzeigersinn beginnend im Norden: Uelde, Effeln, Drewer, Suttrop, Warstein, Sichtigvor und Mülheim.

### Klima
Die Jahresmitteltemperatur liegt im Belecker Stadtgebiet zwischen 8,4 °C und 7,7 °C. Der kälteste Monat ist der Januar mit einem Temperaturmittel von −0,1 °C bis +0,7 °C. Der heißeste Monat ist der Juli, hier liegt das Mittel bei 15,7 °C bis 16,4 °C. Die tiefsten absoluten Temperaturen werden aufgrund der Kaltluftseen (Inversion) im Möhne- und Westertal gemessen. Die absoluten Höchstwerte werden wegen der Südhanglage und der Thermik, vermutlich am oberen Beckerhaan erreicht. Dieses Gebiet ist damit die wärmste Region in Belecke.
Der Niederschlag ist stark standortabhängig. An der Niederschlagsstation des DWD, im Ortszentrum von Belecke, waren es 903,4 mm Niederschlag. Auf der Haar waren es um 960 mm, am Butterberg ca. 1025 mm und im Möhnetal östlich von Belecke um 890 mm. Diese Unterschiede kommen durch die Topographie und die damit verbundenen Lee- und Luveffekte zustande. Im Winter sind die Unterschiede zwischen Butterberg und Möhnetal besonders groß. Im Sommer hingegen ist der Unterschied nicht so deutlich, da hier der meiste Niederschlag in Form von Gewittern und Schauern zu Boden geht, die recht gleichmäßig verteilt sind.
Die Sonnenscheindauer im Belecker Stadtgebiet ist mit ca. 1440 Stunden recht gleichmäßig verteilt. Die Anzahl der Schneetage mit einer Schneehöhe von ≥ 1 cm beträgt je nach Höhenlage zwischen 42 und 56 Tage.
Alle angegebenen Werte beziehen sich auf das Mittel 1961–1990. Gegenüber diesen Mittelwerten haben sich die Mittelwerte der Jahre 1981–2010 wie folgt verändert. Das Jahresmittel stieg auf 8,3 °C bis 9,1 °C, das Januarmittel auf 0,6 °C bis 1,3 °C und das Julimittel auf 16,7 °C bis 17,5 °C. Der Jahresniederschlag stieg auf 950 mm bis 1087 mm. Die Anzahl der Schneetage ging auf 32 bis 47 Tage zurück und die Sonnenscheindauer ist mit 1504 Stunden etwas größer geworden.
|                        | Jan  | Feb  | Mär  | Apr  | Mai  | Jun  | Jul  | Aug  | Sep  | Okt  | Nov  | Dez  |   |       |
| Mittl. Temperatur (°C) | 0,7  | 1,1  | 3,8  | 7,3  | 11,9 | 14,8 | 16,4 | 16,1 | 13,1 | 9,4  | 4,6  | 1,8  | ⌀ | 8,5   |
| Mittl. Tagesmax. (°C)  | 3,0  | 4,4  | 7,8  | 12,1 | 17,0 | 20,0 | 21,5 | 21,4 | 18,1 | 13,6 | 7,5  | 4,1  | ⌀ | 12,6  |
| Mittl. Tagesmin. (°C)  | −2,1 | −1,9 | 0,4  | 2,9  | 6,9  | 9,9  | 11,5 | 11,4 | 9,0  | 5,8  | 1,9  | −0,7 | ⌀ | 4,6   |
|                        |      |      |      |      |      |      |      |      |      |      |      |      |   |       |
| Niederschlag (mm)      | 74,4 | 55,6 | 69,5 | 66,4 | 81,6 | 92,4 | 92,9 | 80,9 | 65,0 | 60,2 | 75,6 | 88,9 | Σ | 903,4 |

| −2,1 |

| −1,9 |

| 0,4 |

| 2,9 |

| 6,9 |

| 9,9 |

| 11,5 |

| 11,4 |

| 9,0 |

| 5,8 |

| 1,9 |

| −0,7 |

| −2,1 |

| −1,9 |

| 0,4 |

| 2,9 |

| 6,9 |

| 9,9 |

| 11,5 |

| 11,4 |

| 9,0 |

| 5,8 |

| 1,9 |

| −0,7 |

| N i e d e r s c h l a g | 74,4 | 55,6 | 69,5 | 66,4 | 81,6 | 92,4 | 92,9 | 80,9 | 65,0 | 60,2 | 75,6 | 88,9 |
|                         | Jan  | Feb  | Mär  | Apr  | Mai  | Jun  | Jul  | Aug  | Sep  | Okt  | Nov  | Dez  |

## Geschichte

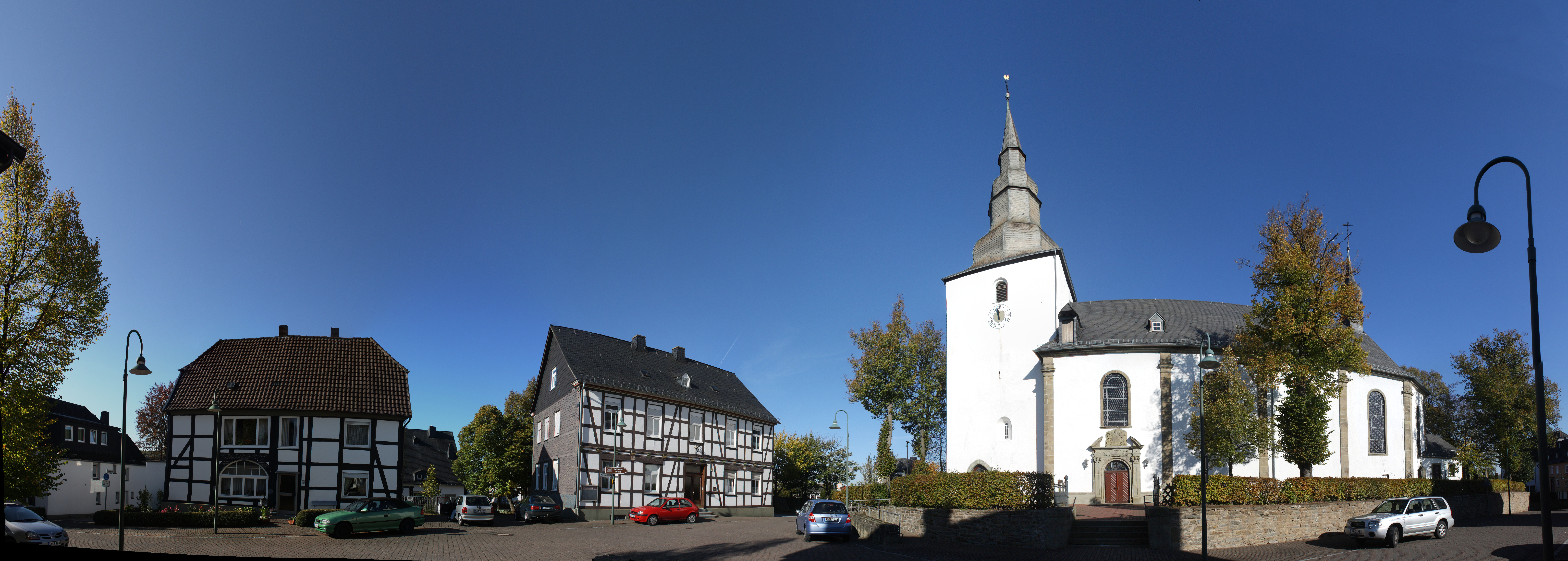
Die Sicht auf die Belecker Altstadt mit der Propsteikirche

### Mittelalter
Für das Jahr 938 wird Belecke erstmals erwähnt. In diesem Jahr geriet Belecke für einen einzigen Tag in den Blick der Reichsgeschichte: 938 kam es zu einem Bündnis verschiedener Adliger, die sich in ihren Rechten beschnitten sahen: Frankenherzog Eberhard, Wichmann d. Ä. und Thankmar – ein Halbbruder von Otto I. – verbündeten sich. Eberhard und Thankmar eroberten die Burg Belecke, in der sich Thankmars Halbbruder Heinrich (Bruder Ottos I.) aufhielt. Heinrich wurde gefangen genommen. Die Aufständischen zogen weiter zur Eresburg (Obermarsberg), die sie eroberten. Im Juli des Jahres 938 zog Otto mit einem Heer zur Eresburg. Die Überlieferung berichtet über die folgenden Ereignisse: Die Burgbesatzung habe die Übermacht der Belagerer erkannt und die Tore geöffnet. Thankmar sei in die Peterskirche geflohen, wohin ihn das Heer verfolgte. Auf dem Altar der Kirche habe er seine Waffen und seine goldene Halskette abgelegt – was wohl als Zeichen der Unterwerfung gedeutet werden darf. Dennoch sei der Kampf bis in die Kirche hineingetragen worden – eine Ungeheuerlichkeit nach mittelalterlichem Verständnis. Thankmar sei dort durch einen Speerwurf getötet worden, der durch ein Fenster hinter dem Altar, also von außerhalb der Kirche, geführt wurde. Der Aufstand brach zusammen.
Belecke ist in der Folgezeit als Reichs- bzw. Reichskirchengut ausgewiesen. Der Besitz gelangt während der Unmündigkeit König Heinrichs IV. an Erzbischof Anno II. von Köln, der den dortigen Zehnten an die Klöster Siegburg bzw. Grafschaft vergibt.
Diese frühen Erwähnungen Beleckes beziehen sich ausnahmslos auf eine Burg, die sicherlich auf dem heutigen Stadtberg, der Belecker Altstadt, als Spornbefestigung, gelegen hat. Daneben gibt es noch eine interessante Flurbezeichnung: Altenbelecke. Diese bezeichnet ein Gebiet am Nordrand des Möhnetals in idealer Siedlungslage: Im Quellbereich eines kleinen Baches (der Selbke), gegen Westwind geschützt, Südhang. Hier darf die ursprüngliche Siedlung Belecke/Baduliki vermutet werden.
(Nicht zu verwechseln mit der heutigen Silbkestraße am Silbkebach, der im Belecker Stadtwald entspringt.)
Belecke – in verschiedenen Namensformen überliefert (Baduliki, Badiliki, Badilikki, Patelecke, Badelecca) – erscheint in einigen wenigen Urkunden des hohen Mittelalters, interessanterweise gleich zweimal in der gefälschten Gründungsurkunde des Klosters Grafschaft, angeblich 1072 von Erzbischof Anno II. von Köln, einmal im Text der Urkunde (Badelecche, dann im Nachtrag von ca. 1200 Badelike). Belecke gehörte von 1072 bis zur Säkularisation im Jahre 1803 zum Kloster Grafschaft bei Schmallenberg.
Kurz nach 1120 (wohl 1127) gründete das Kloster Grafschaft in Belecke eine Propstei auf dem Stadtberg. Erstmals erwähnt wird ein Probst in Belecke zum Jahr 1244, im Jahr 1270 erscheint die Propstei als mit dem Kloster Grafschaft verbunden, dessen Abt den Propst einsetzt.

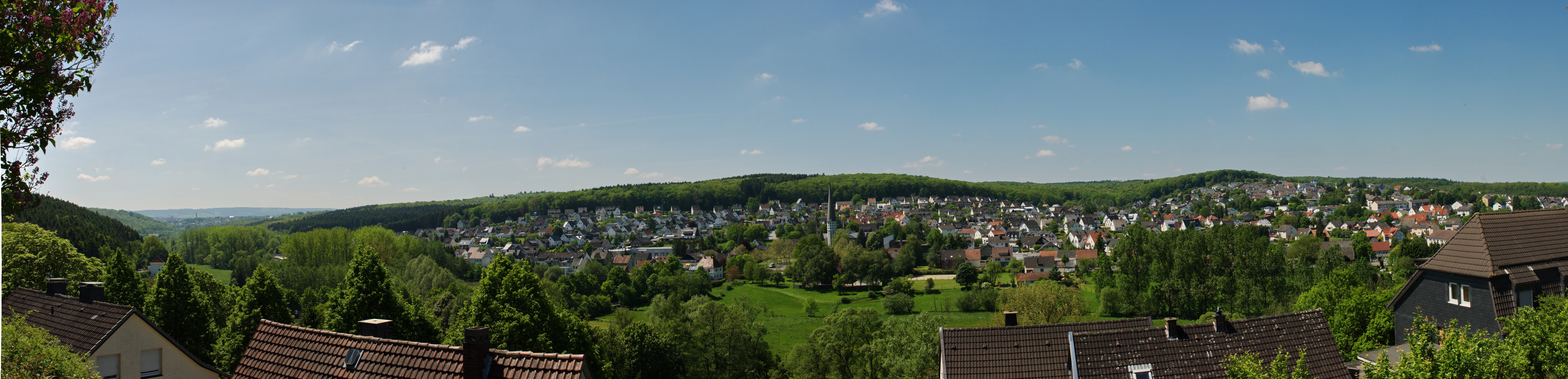
Panorama vom Probsteiberg aus gesehen

Am 12./16. Dezember 1296 verleiht Erzbischof Siegfried von Westerburg, Erzbischof von Köln, dem Ort Belecke Stadtrechte. Diese Urkunde ist erhalten und hat übersetzt den folgenden Text: „Allen die diese Urkunde sehen und von ihr hören, tuen wir, Siegfried von Gottes Gnaden Erzbischof der hl. kölnischen Kirche, Erzkanzler des hl. Reiches in Italien, nach Unserem Willen kund und bekennen vor den Anwesenden: Unsere und der kölnischen Kirche Stadt Bedelke, die erst neu gegründet ist, soll um so besser zur rechten und beabsichtigten Freiheit und Blüte gelangen. Unserer Kirche und Unsern treuen Bürgern daselbst, die diese Stadt bewohnen, werden wir Unsere gewohnte Gunst und Wohlgewogenheit besonders schenken. Die Stadt selbst und unsere Bürger darin, die Wir eben erwähnten, erhalten von uns ihre Freiheit und Rechte in jeglichen Dingen, die Unsere Stadt und Bürger in Ruden (Rüthen) von der kölnischen Kirche, von Unseren Vorgängern und Uns bekanntlich erhalten haben. Dies fügen wir besonders hinzu: Wer diese Unsere Stadt, die ja eine Neupflanzung ist, betreten hat, um in ihr zu bleiben, und darin Bürger geworden ist, der soll ohne weiteres, welchen Standes, Herkommens oder Geschlechtes er sei, frei sein und keinem Menschen außer Uns und der kölnischen Kirche – so wie Unsere übrigen Bürger in Unseren anderen Städten nach Bürgerrecht Unserer kölnischen Kirche seit jeher verpflichtet gewesen sind – zu irgendeinem Dienst verpflichtet sein. Und er soll sich allezeit der Freiheit erfreuen, die wir dieser Stadt hiermit aus unserer Machtbefugnis verleihen. Wenn aber einer unserer genannten Bürger oder einen von ihnen gegen unsere Bestimmung schädigen oder nötigen sollte, an seinem Leben oder an seinem Gute, so soll er wissen, daß ihn mit Bestimmtheit Unser und der kölnischen Kirche Zorn treffen wird. Zur Bekräftigung haben Wir unser Siegel unter diese Urkunde setzen lassen. Gegeben zu Soest am 16. Dezember 1296“
Höchstwahrscheinlich wurden am gleichen Tag auch Stadtrechtsurkunden für die benachbarten Ortschaften Kallenhardt und Warstein ausgefertigt, die aber nicht erhalten sind. Siegfried ist im Spätherbst/Winter des Jahres 1296 nach Westfalen gereist, wo er Junggraf Wilhelm, den Erben der Grafschaft Arnsberg, mit Beatrix, der Tochter des Grafenpaares Conrad und Mechtilde von Rietberg, verheiratete. Die Stadtrechts-Urkunde, in Soest ausgestellt, liegt in einer späteren Abschrift vor. Zu einem Ausbau der Ortschaft kam es aber offensichtlich nicht. Erzbischof Siegfried starb am 7. April 1297, also nur gut drei Monate nach der „Gründung“ der Stadt Belecke. Sein Nachfolger Erzbischof Wigbold von Holte (1297–1304) verfolgte andere politische Ziele. Erst der zweite Nachfolger Siegfrieds, Heinrich II. von Virneburg (1304/06–1332), nahm die territoriale Konsolidierungspolitik seines Vorvorgängers wieder auf. In einer Urkunde von 1307 legte der Erzbischof fest, dass jetzt auf dem Berg die Stadt Belecke errichtet und befestigt werden sollte. 1307 erhielt der Belecker Propst durch den Kölner Erzbischof das Mahlrecht.

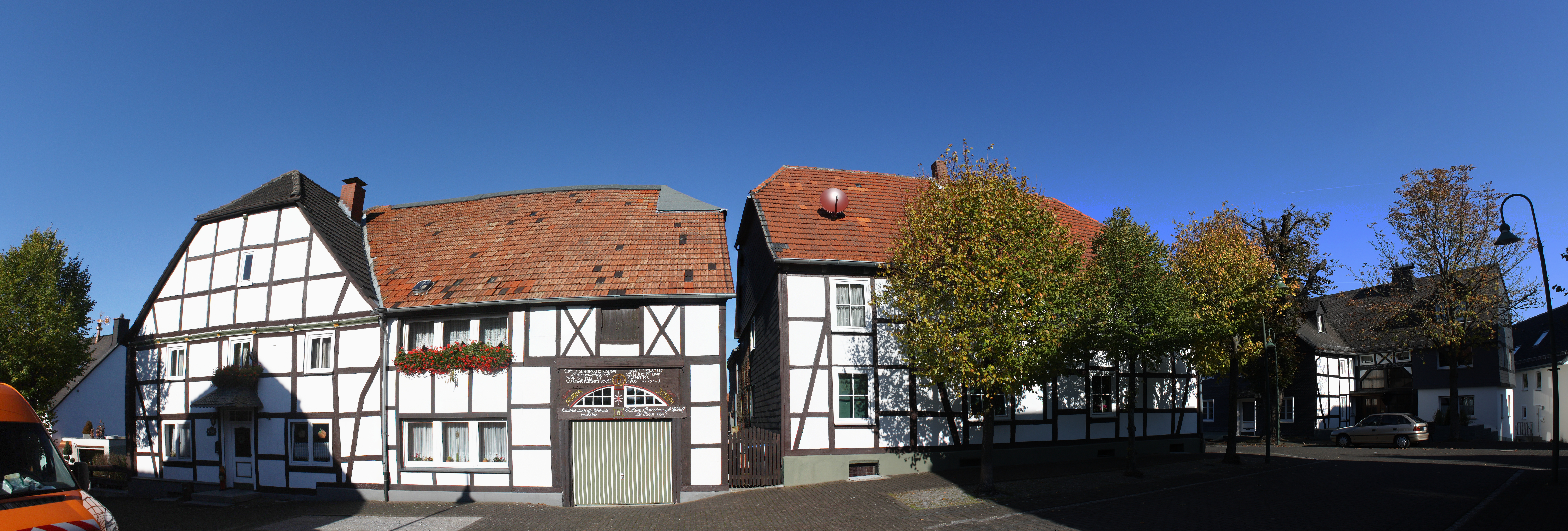
Fachwerkhäuser in der Belecker Altstadt

Eine Gedenkfeier und Gottesdienste erinnern noch heute jährlich am Mittwoch vor Pfingsten an den „Sturmtag“ zur Zeit der Soester Fehde. An diesem Tag 1448 wehrten die Belecker einen Angriff der Soester mit Erfolg ab. Der Belecker Sturmtag wurde in das Landesinventar des Immateriellen Kulturerbe von Nordrhein-Westfalen aufgenommen.

### Verwaltung der mittelalterlichen Stadt
Der Stadt stand wohl seit der Gründung ein Bürgermeister vor, der die wichtigen Angelegenheiten regelte. Seine Amtszeit betrug ein Jahr er wurde nicht von den Bürgern direkt, sondern von vier Wahlmännern gewählt. Es sind Bürgermeister als consules und proconsules erwähnt, vermutlich verhielt es sich ähnlich wie bei den Bürgermeistern in Brilon. Der Rat und der Bürgermeister bildeten den Stadtrat. Dem Bürgermeister waren als Berater zwei Kämmerer beigeordnet, die auch häufig Urkunden mit ihrem Namenszug versahen. Der erste Kämmerer war für die Führung der Stadtkasse verantwortlich. Der Stadtsekretär, nicht Mitglied des Rates, führte den gesamten Schriftverkehr, er war besoldet und einer der wenigen Einwohner, die lesen und schreiben konnten. Bei ihrem Amtsantritt leisteten die Bürgermeister ihren Mitbürgern den sogenannten Bürgermeister Aid Der Text ist in dem alten Stadtbuch überliefert.
Nicht jeder im Ort Ansässige war Vollbürger. Die Aufnahme der Bürgersöhne erfolgte bei Erreichen der Volljährigkeit, Hinzugezogene mussten sich, so sie das wollten, um das Bürgerrecht bewerben und eine doppelte Aufnahmegebühr entrichten. Menschen die in Belecke wohnten, aber das Bürgerrecht nicht besaßen, wurden Beilieger genannt, wollten sie Vollbürger werden, mussten auch sie die doppelte Gebühr zahlen. Ein Bürger, der eine auswärtige Frau heiratete, musste Einzugsgeld bezahlen. Jeder Bürger hatte einen Ledereimer für Löschzwecke zu stellen. Der Vorteil der Bürger gegenüber den Beiliegern, die weniger Abgaben zu entrichten hatten, war das Recht zur Hude, Mast- und Holzberechtigung.
Wenn Häuser leerstanden, erbrachten deren fehlende Bewohner keine Einnahmen in die Stadtkasse, das bedeutete aber nicht, dass um jeden Preis neue Einwohner gewonnen werden sollten. Es wurde besonderen Wert auf die finanzielle Leistungsfähigkeit der Neubürger gelegt. Unvermögende Menschen und Arme waren nicht erwünscht. Die Stadt war reichlich mit Kranken, Krüppeln und Bettlern belastet. Invaliden waren auch zum Betteln verurteilt, wenn sie kein eigenes Vermögen besaßen. Jeder Neubürger hatte vor seiner Aufnahme einen Geburtsbrief vorzulegen um einen Nachweis über seine Herkunft und eventuelle Hörigkeit zu haben. Ebenso war es wichtig von früheren Straffälligkeiten Kenntnis zu erlangen.

### Frühe Neuzeit
Während des Dreißigjährigen Krieges wurde der Ort immer wieder von Einquartierungen verschiedener Truppen geschädigt, hierbei vorrangig von marodierenden Söldnern der Protestantischen Allianz und der katholischen Liga. Hessische Marodeure metzelten 1636 Frauen, Kinder und alte Menschen nieder, im selben Jahr brach noch einmal die Pest aus und forderte viele Opfer. Im Jahr 1599 suchte die Pest den Ort heim, über die Hälfte der Bewohner fielen der Seuche zum Opfer. Um wieder ein funktionierendes Sozialwesen zu ermöglichen, durften Männer und Frauen in die Stadt ziehen, ohne das sonst übliche Bürgergeld zu zahlen. Im Jahre 1712 erneuerte sich das Belecker Schützenwesen zur „Bürgerschützengesellschaft Belecke“. 1703 ereignete sich der erste große Stadtbrand.

### Konflikt um das Sendgericht
Der Pfarrpropst in Belecke hatte das Vorrecht, ein Sendgericht abzuhalten. Bei dieser Art niedriger Gerichtsbarkeit konnte er Rügeverfahren durchführen und Kirchenstrafen aussprechen. Das Sendgericht stand zwischen Seelsorge und ordentlicher Gerichtsbarkeit. Früher hatte der Archidiakon das Recht zur Ausübung des Sendgerichtes in Belecke, allerdings drängten ihn der Abt des Klosters Grafschaft und der Propst nach und nach zurück. Der Archidiakon versuchte 1660 sein Recht wieder auszuüben, Propst und Abt widersprachen dem eindringlich. Der Archidiakon versuchte es trotzdem, der amtierende Propst Michael Crusen warf dem Archidiakon den Tisch, an dem dieser Recht sprechen wollte um, und befahl seinen Pfarrkindern, nach Hause zu gehen. Der Archidiakon fuhr unverrichteter Dinge nach Soest zurück. Der Propst hielt in Zukunft das Sendgericht zweimal im Jahr ab, seit etwa 1700 nur noch einmal, am Feiertag Allerseelen. Dem Propst standen zwei Sendschöffen zur Seite, die für jeweils ein Jahr gewählt wurden und Stillschweigen bewahren mussten.

### Seit dem 19. Jahrhundert
Beim zweiten und letzten großen Stadtbrand am 13. April 1805 brannten 2/3 der gesamten Stadt ab. Der Wiederaufbau prägte das heutige Gesicht des Ortes. Die Ackerbürgerhäuser hatten untereinander größere Abstände voneinander als vorher und die Straßen wurden breit angelegt. Eine Hausinschrift aus dieser Zeit besagt: „Laßt laut des Schöpfers Ruhm erschallen, der diese schöne Stadt gebaut, und nun mit heiligem Gefallen auf alle seine Werke schaut. Laßt uns die Brüder nicht vergessen, durch Hilfe sie, durch Trost erfreu’n, laßt uns im Glücke nicht vermessen und nicht verzagt im Unglück sein!“ In dieser Zeit gab es auch im Bereich der Justiz und Politik große Veränderungen. Bei der Einführung des neuen Grundsteuersystems im Jahr 1807 ersetzten Flurbücher die vorherigen Steuererhebungen durch Schatzung. Wegen der noch zu zahlenden Kriegslasten und auch wegen wachsender staatlicher und kommunaler Aufgaben kamen Bürgersteuern, Vieh- und Gewerbesteuern hinzu. Bis dahin wählten die Bürger ehrenamtliche Bürgermeister, an deren Stelle hessisch-darmstädtische Beamte dienst taten. Das Justizamt Belecke ersetzte die vorherige städtische Gerichtsbarkeit.
1808 eröffnete die erste Apotheke und 1828 das erste Postamt.
1921 wurde der „Katholische Gesellenverein Belecke“ gegründet, der sich 1933 in „Kolpingsfamilie Belecke“ umbenannte. Seit 1924 gibt es die Freiwillige Feuerwehr.
Belecke war Mitglied der Hanse 3. Klasse/Ordnung (Rüthen 2. Kl., Soest 1. Kl.). Trotzdem herrschte die Landwirtschaft vor, Handel und Handwerk gab es kaum. Wirtschaftlich aufwärts ging es 1911, als die Siepmann-Werke in Belecke eröffneten; nach 1945 kamen andere Großunternehmen wie die AEG dazu. Bedingt durch die geschaffenen Arbeitsplätze verdreifachte sich die Einwohnerzahl von Belecke, auch durch den Zuzug vieler Gastarbeiter, vornehmlich aus Italien, sowie Ruhrgebietler. 1970 hatte Belecke über 7100 Einwohner.
1872 wurde die Telegraphie installiert. 1899 wurde die alte Schützenhalle eingeweiht, die 1942 abbrannte. Im Jahr 1915 erhielt Belecke die Elektrizität. Damals habe es in jedem Haus nur drei Glühbirnen gegeben.
1934 wurde das Kaiser-Heinrich-Bad an der Külbe erbaut. Durch diese alte Kaiser-Heinrich-Solequelle war Belecke bis in die 1960er Jahre Kurbad und hieß „Bad Belecke“. Die Quelle sprudelt nur noch recht gering. Das trinkbare Heilwasser ist aber immer noch für jeden frei zugänglich im Quellenhäuschen vor dem historischen Bade-Gebäude gegenüber den mächtigen Külbensteinen.
Seit der kommunalen Neuordnung, die am 1. Januar 1975 wirksam wurde, ist Belecke der größte Ortsteil der Stadt Warstein. Bis dahin war Belecke eine selbständige Stadt im ehemaligen Kreis Arnsberg. 2004 wurde eine Ortsumgehung fertiggestellt.

## Wappen
Das Wappen zeigt den Heiligen Pankratius.
Im silbernen Schilde erkennt man das Brustbild des heiligen Pankratius in rotem Mantel, in der rechten Hand hält er ein gesenktes Schwert.
Das älteste Siegel der Stadt (1401) zeigt die jugendliche Figur des Schutzheiligen, dessen Gewand fast unsichtbar ist. Daraus wurde in späteren Siegeln irrig eine weibliche Figur.

## Sehenswürdigkeiten

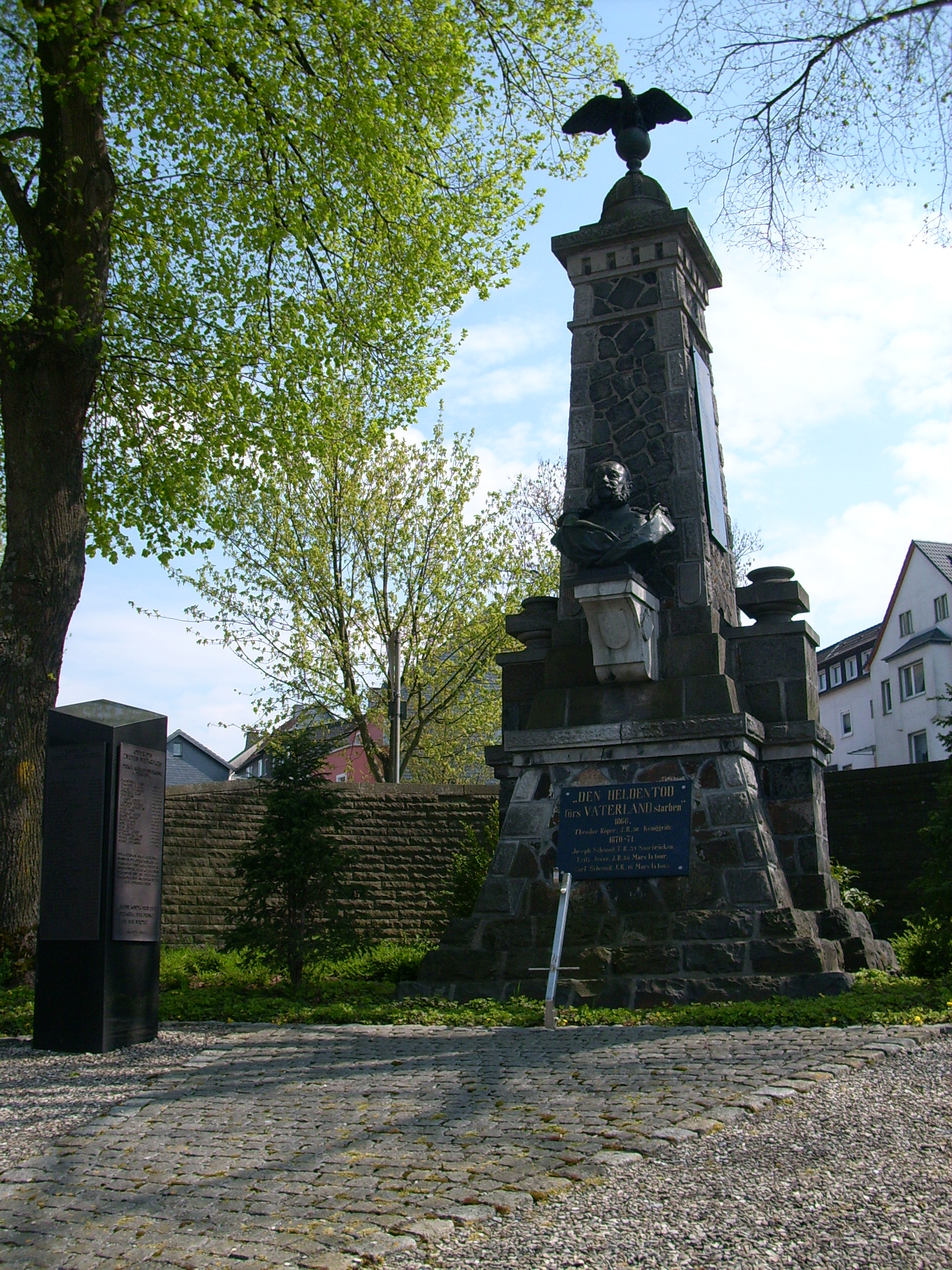
Kriegerdenkmal mit Porträtbüste Kaiser Wilhelms I.

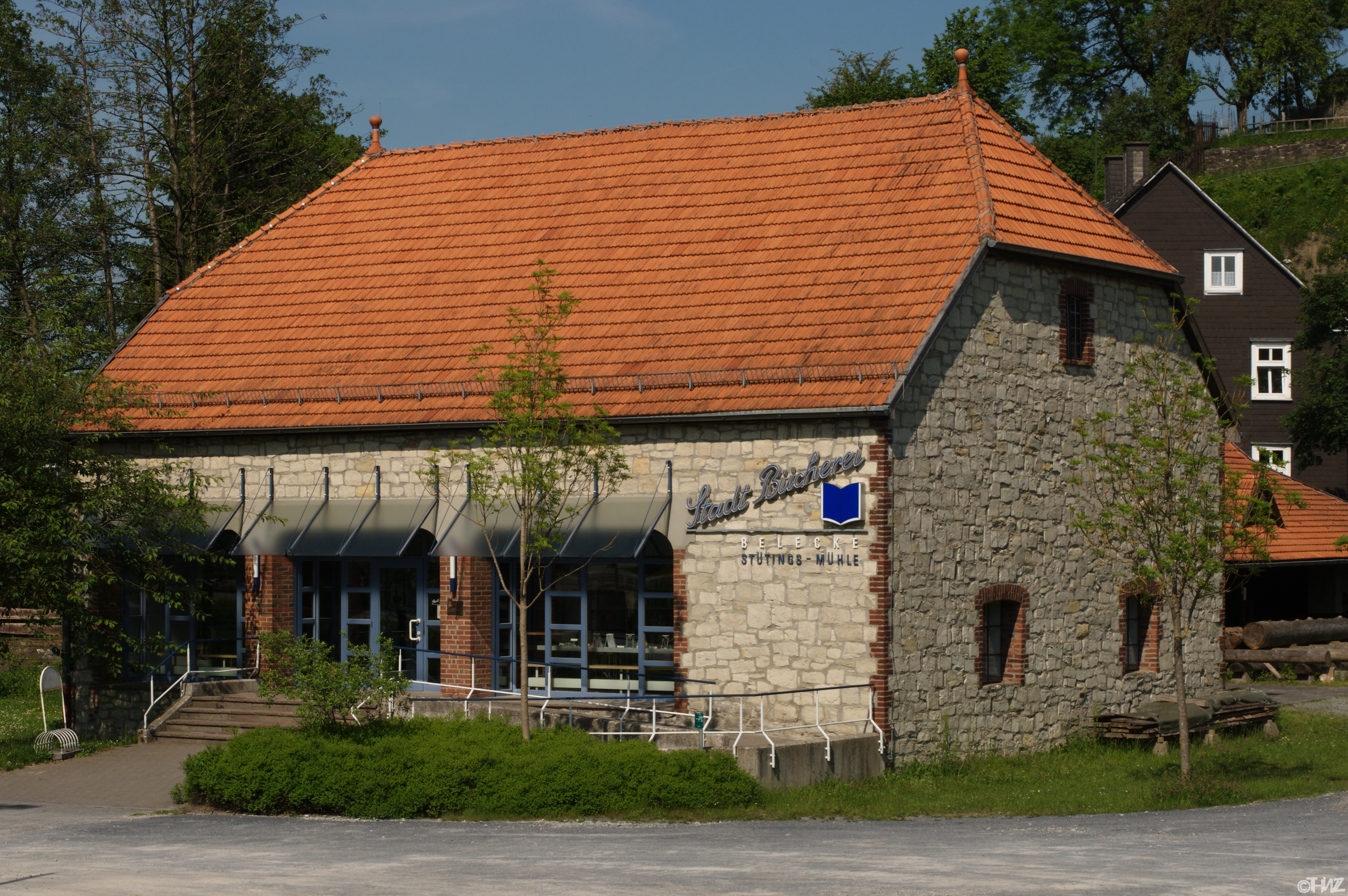
Stütings Mühle: Stadtbücherei und funktionstüchtige Säge

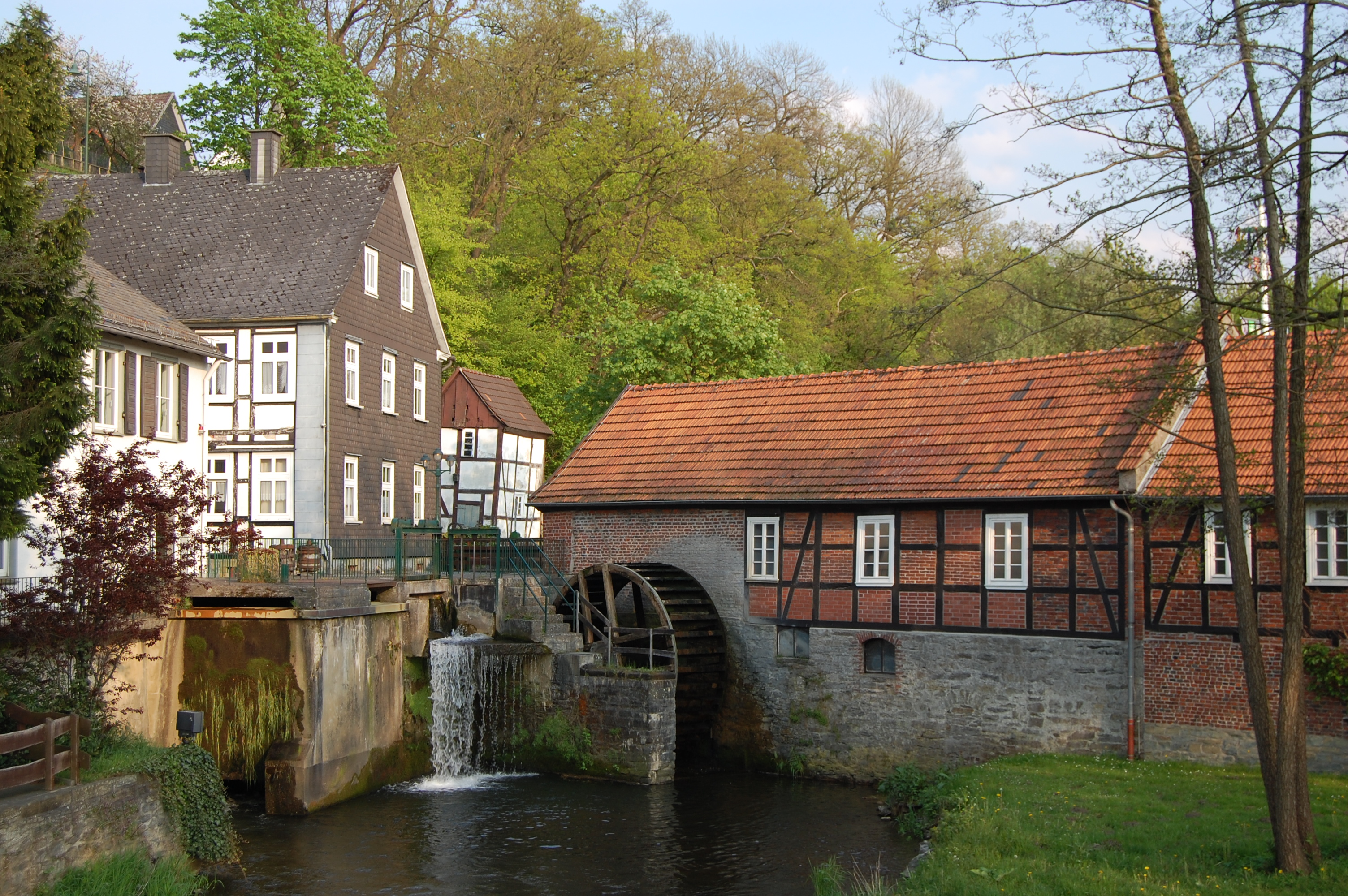
Stütings Mühle

- Anlässlich des 1050-jährigen Jubiläums des Ortes 1988 wurde am Sturmtag des folgenden Jahres eine Plastik aufgestellt. Der Künstler Frijo Müller-Belecke fertigte die sechs stilisierten Eichen, in deren Geäst die Stadtgeschichte in Ausschnitten gezeigt wird. Es handelt sich im Einzelnen um die Stadtgründung im Jahr 1296, die Soester Fehde im Jahr 1448 und den großen Stadtbrand von 1805. Ansonsten wird noch auf Belecke als Verkehrsknotenpunkt, als Standort wichtiger Industrien und Handwerk und Landwirtschaft im Ort hingewiesen.[12]
- Kriegerdenkmal: Dieses Ehrenmal wurde 1900 im Gedenken an die Gefallenen der Kriege von 1866 und 1870/1871 errichtet. 1919 wurden die Namen der Gefallenen des Ersten Weltkriegs ergänzt. 2002 wurde das Denkmal um Stelen aus Granit erweitert, auf denen die Namen der Gefallenen des Zweiten Weltkriegs vermerkt sind.[13] Das Denkmal zeigt eine Porträtbüste Kaiser Wilhelms I. Auf der Rückseite ist die Inschrift zu lesen: Die dankbare Stadt Belecke ihren Kriegern.
- Die Stütings Mühle wurde von 1307 bis 1963 als Korn- und Sägemühle genutzt. Das Mahlrecht verlieh der Erzbischof von Köln dem Propst von Belecke 1307. Die Familie Stüting, nach der die Mühle benannt ist, übernahm diese im Jahr 1813. 1994 wurde die Turbine überholt. Im Nachbargebäude (ehemals die Fruchtscheune) ist heute die Stadtbücherei der Stadt Warstein untergebracht. Das Mühlrad restaurierte ein Arbeitskreis des Heimatvereins im Jahr 1984, das einzige mit Wasserkraft angetriebene Horizontalgatter im Sauerland setzte der Arbeitskreis 1987 instand. Die Turbine und der Generator konnten 1994 erneuert und wieder in Betrieb genommen werden. Es werden etwa 130.000 kWh erzeugt.[14]
- Der ehemalige Stadtkern des Ortes war früher durch eine Mauer befestigt und durch vier Stadttore erschlossen. Die alte Stadtmauer von Belecke wurde nach dem Brand im Jahr 1805 größtenteils zum Bau von Kellern abgebrochen, Teile sind aber noch heute sichtbar. Ein Stück der Stadtmauer konnte anlässlich des 1050-jährigen Stadtjubiläums saniert werden.[15]
- Altstadt: Zwar wurden große Teile der Altstadt bei dem Brand zerstört, einige Gebäude, teilweise aus dem Jahr 1670 stehen aber noch heute an engen, verwinkelten Straßen. In erster Linie handelt es sich hierbei um 20 Häuser, die nördlich der Kirche an schmalen und krummen Straßen stehen. Als älteste Gebäude gelten das Haus der Familien Hagemann/Frönnes aus der Zeit um 1670 und das Haus Gödde/Meiers aus der Zeit um 1700. Die Neubauten nach dem Stadtbrand wurden an breiteren und rechtwinklig zueinander stehenden Straßen errichtet.[16]
- Stadtmuseum Schatzkammer Propstei: Auf dem Propsteiberge steht das einzige Museum im Ort. Es wurde in Kooperation mit der Stadt Warstein 1992 im ehemaligen Pfarrhaus der Gemeinde eingerichtet. Ausstellungsthemen sind die Belecker Stadt- und Kirchengeschichte sowie kirchliche und liturgische Themen sowie die Geschichte der Klöster im Sauerland. Bemerkenswert sind das Stadtbuch aus dem 16. Jahrhundert, das die älteste Fassung des Belecker Stadtbuches enthält, die Zunfttruhe und das Schützensilber der Bürgerschützengesellschaft. Eine Skulptur stellt den Kölner Erzbischof Anno II. dar; er trägt ein Modell der Propsteikirche aus der Barockzeit. Die nächste Abteilung der Schausammlung widmet sich Erzbischof Anno II. von Köln, der 1072 in Grafschaft als Gründer der Abtei auftrat und auch in Belecke als Stifter der Propstei große Verehrung genoss. Die hier ausgestellte Skulptur des auch als selbstbewusster Reichspolitiker agierenden Erzbischofs zeigt ihn mit dem Modell der barocken Propsteikirche, deren Neubau aus dem Jahre 1748/49 datiert. Die Gemäldesammlung beinhaltet zwei Gemälde, auf denen der mittelalterliche Annoschrein gezeigt wird; ein Porträt des Grafschafter Abtes Edmund Rustige rundet die Gemäldesammlung ab. Beispiele der umfangreichen Heiligenverehrung in der Barockzeit werden in der Abteilung zur Heiligenverehrung gezeigt, in der auch eine Nachbildung des Gnadenbildes in Werl und eine Pietà aus dem 15. Jahrhundert ausgestellt sind. In der Sammlung von liturgischen Gewändern aus dem 17. und 18. Jahrhundert sticht ein schwarzes Gewand, das aus der Pfarrkirche St. Gervasius und Protasius in Altenrüthen stammt, hervor. Die Leidensgeschichte Jesu ist in filigraner Stickerei aus Silberdraht dargestellt. Das Gewand stammt, ebenso wie ein Ponitifikalornat der Äbte von Grafschaft, aus dem 18. Jahrhundert. In der Schatzkammer werden etliche liturgische Geräte aus der Zeit vom 15. bis 18. Jahrhundert, wie Monstranzen, Kelche und Ziborien gezeigt. Als einzigartig in dieser Gegend gelten der Abtskelch von 1509 und die große Monstranz vom Beginn des 18. Jahrhunderts. Im östlichen Teil befindet sich zudem eine kleine, barocke Kapelle. Diese sogenannte Abtskapelle diente früher den Mönchen zum Chorgebet. Das zentrale Bild im Barockaltar vom Beginn des 18. Jahrhunderts zeigt die Heiligen Scholastika, Johannes Nepomuk, Johannes der Täufer, Benedikt und Scholastika.[17]
- Propsteikirche St. Pankratius: Nach Gründung der Stadt entstand auch der Wunsch nach einer eigenen Pfarrkirche, der Fußwege zur Kirche nach Altenrüthen dauerte über eine Stunde. Zu dieser Zeit existierte schon die Propsteikirche, die allerdings nur den Zwecken des Klosters Grafschaft und rein propstlichen Zwecken diente. Diese Kirche wurde Pfarrpropsteikirche und der Propst zum Pfarrpropst. Der Propst bildete wohl eine Art Unterkloster mit dem Kloster in Grafschaft, die Propstei in Belecke wurde mehrfach als monasterium belike bezeichnet.[18] Die Kirche blieb Eigentum des Klosters und der Turm ging in das Eigentum der Stadt über. Der Turm diente als Wehrturm und letzter Zufluchtsort. Hier wurden auch zeitweise die Waffen und die Wassereimer zum Löschen aufbewahrt.[18] Als dreitürmige, gotische Kirche, wurde das Gotteshaus im 13. oder 14. Jahrhundert errichtet. Nur der Westturm, ein alter Wehrturm um 1100, blieb bis heute erhalten, dessen Spitze nach einem Blitzeinschlag in der barocken Zeit erneuert werden musste. Seit 1682 hat der alte Kirchturm den heutigen barocken Zwiebelhelm. Das Kirchenschiff wurde von 1749 bis 1750 neu erbaut und am 8. Juni 1753 eingeweiht.
- Altes Rathaus: Das Rathaus wurde erst nach dem großen Stadtbrand 1805 erbaut, weil das vorige Rathaus, in dem auch die am Sturmtag erbeutete Soester Fahne gelagert wurde, von den Flammen zerstört wurde. Der barocke Neubau beherbergt heute u. a. eine Heimatstube und wurde 2008 saniert.
- Die Fachwerkhäuser in der Böttcherstraße 22 wurden nach dem Stadtbrand im Jahr 1805 auf Anweisung der hessischen Landesregierung einheitlich errichtet, die Giebelseiten zeigen zur Straße und die querliegenden Deelen zum Hof.[19]
- Christuskirche: Die evangelische Pfarrkirche wurde 1953 eingeweiht. Sechs Jahre später kamen noch das Pfarrhaus und ein Jugendheim hinzu. Zum Belecker Pfarrbezirk gehören alle nördlichen Warsteiner Ortsteile und einige Rüthener Orte. 2003 wurde feierlich das 50-jährige Jubiläum begangen, die Fassade wurde renoviert.
- Heilig-Kreuz-Kirche: Diese katholische Kirche ist die jüngste des Ortes. Die in Kreuzform gebaute Kirche wurde am 7. Oktober 1961 eingeweiht.
- Haus Welschenbeck: Haus Welschenbeck ist ein ehemaliger Adelssitz und bietet mit Teich und großem Gartengelände den landschaftlichen Höhepunkt Beleckes. Das ehemalige Schloss Welschenbeck ist seit circa 1220 als Rittersitz nachweisbar. Diese alte Wasserburg wurde während der Soester Fehde (1445) zerstört. Nur noch ein Teil davon – Haus Welschenbeck – ist erhalten.
- Kaiser-Heinrich-Bad: Das Gebäude wurde 1934 errichtet, nachdem einige arbeitslose Musiker die Quelle erschlossen hatten. Sie wurde schon im Mittelalter entdeckt, in der Mitte des 19. Jahrhunderts aber durch Straßenbauarbeiten wieder abgedeckt und versiegte 1850.[20]
- Kreuzkapelle: Dieses Gotteshaus liegt außerhalb des Ortes und ist nach einem Wallfahrtskreuz, das heute in der Propsteikirche untergebracht ist, benannt. Im 17. Jahrhundert hatten hier Sterbenskranke (Pestkranke) die Möglichkeit an der ältesten Kapelle Beleckes zu beten. Das heutige Gebäude wurde 1724 errichtet.
- Külbensteine: Die Külbensteine waren eine große und markante Felsformation. Im 19. Jahrhundert wurden sie aber für den Straßenbau teilweise abgerissen, so dass sie mittlerweile nicht mehr so groß sind. In der Nähe befindet sich eine weitere Kapelle, die Külbenkapelle, die 1866 von Propst Böckler errichtet wurde. Außerdem wird hier jährlich das Osterfeuer abgebrannt.
- Das Museum für Kleinstwagen der Nachkriegszeit stellte ab 1976 Automobile mit Schwerpunkt auf Klein- und Kleinstwagen aus. Nach dem Tod des Betreibers 1979 wurde es geschlossen, die Sammlung aber erst 25 Jahre später an Bruce Weiner in den USA verkauft.

## Schnadezüge
Da es in früheren Jahrhunderten noch keine Katasterkarten gab, um die Grenzen der Gemeinde und deren Flur festzulegen und zu kontrollieren, wurde alle paar Jahre eine sogenannte Schnade abgehalten. Hierbei begingen die männlichen Bürger die Grenzen, um sie kennenzulernen und eventuellen Grenzverletzungen durch Nachbarn entgegenzutreten. Dabei waren auch immer sogenannte Schöffen und Zeiger zugegen, ältere Mitbürger, die sich mit den Grenzen genau auskannten. Auch der kurfürstliche Richter, der Rat und der amtierende Bürgermeister nahmen teil. Bei solchen Umzügen ging es feierlich zu, mit Trommeln und Fahnen zog man zu den Toren hinaus, um möglichst zusammen mit den Mitgliedern der benachbarten Markgenossenschaften eine von beiden Seiten anerkannte Grenze zu dokumentieren. Sichtbare Grenzzeichen waren auffällige Bäume und Felsen oder Steine sowie Bäche. Die entsprechenden Bäume wurden durch Kerben gekennzeichnet. Gelegentlich kam es auch zu Streitigkeiten, die dann in Prügeleien ausarteten. Angeblich waren dann Steine versetzt oder gekennzeichnete Bäume gefällt worden um sich Vorteile zu verschaffen. Es gibt noch Aufzeichnungen zu fünf Schnadezügen zwischen 1653 und 1743.

## Verkehr

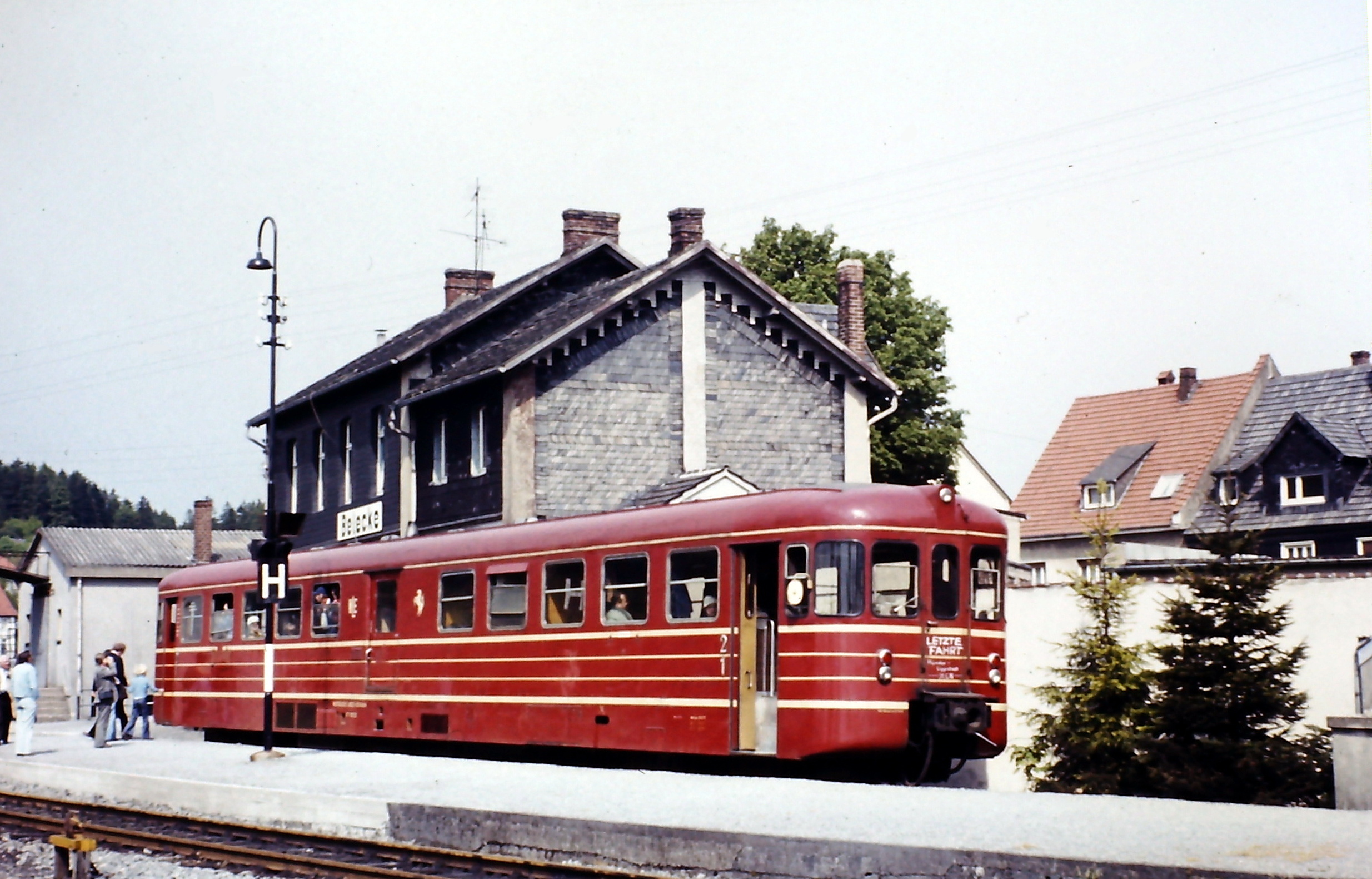
WLE VT 1033 bei einer Sonderfahrt für die DGEG in Belecke

Belecke liegt an der 1883 eröffneten Bahnstrecke Lippstadt–Warstein der Westfälischen Landes-Eisenbahn. Ab 1898 kreuzte hier die Möhnetalbahn der gleichen Gesellschaft. Auch wenn auf beiden Strecken seit 1975 der Personenverkehr eingestellt ist, so gibt es auf der ersten Strecke noch regen, auf der zweiten noch gelegentlichen Güterverkehr bis Rüthen.

## Vereine
In Belecke gibt es ein reges Vereinswesen, u. a. zwei Spielmannszüge, ein sinfonisches Blasorchester „Musikvereinigung Belecke“, zwei Karnevalsgesellschaften, ein Schützenverein, ein Sportverein und den Löschzug Belecke der Freiwilligen Feuerwehr Warstein. Der Schützenverein Bürgersellschaft Belecke Möhne wurde am 23. Juni 1712 gegründet.
In Belecke ist eine von zwei Zugwachen der Freiwilligen Feuerwehr der Stadt Warstein angesiedelt. Zurzeit versehen 55 Feuerwehrfrauen und -männer hier ihren Dienst. In diesem Feuerwehrhaus an der Silbkestraße sind die Fahrzeuge und Anhänger stationiert. Im Feuerwehrhaus ist zudem auch die zentrale Atemschutzwerkstatt der Stadt Warstein untergebracht und wird von einigen Kameraden des Löschzuges betrieben.
Pro Kalenderjahr werden ca. 110 Einsätze im Ortsteil Belecke, sowie in den anderen Ortsteilen gefahren.

## Söhne und Töchter Beleckes
- Wilhelm Seissenschmidt (1802–1871), Bürgermeister in Arnsberg
- Wilhelm Hedick (1838–1897), Lehrer und Pionier in der Tonaufzeichnung
- Franz Kesting (1872–1948), Schriftsteller
- Kornelius van den Hövel (1894–1974), Vikar und Kritiker der NS-Aufrüstung
- Hermann Kroll-Schlüter (* 1939), Politiker
- Hans-Josef Becker (* 1948), Erzbischof von Paderborn